# Moritz Felicetti von Liebenfelss

Moritz Felicetti von Liebenfelss, 1861. Das Originalgemälde der Malerin Emily Schmäck-Stregen ist im Besitz des Landesarchivs der Steiermärkischen Landesregierung in Österreich

Moritz Leopold Felicetti, Edler von Liebenfelss (* 31. März 1816 in Wien; † 26. Oktober 1889 in Graz) war ein österreichischer Historiker und Dichter. Er war der Sohn des geheimen k.u.k. Staatsrates und Archivdirektors Josef Emanuel Ferdinand von Liebenfelss. Zeitgenossen berichten, dass Mutter Natur ihm „als eine besondere Empfehlung für das Leben“ eine auffallende Ähnlichkeit mit dem im Jahre 1832 verstorbenen Herzog von Reichstadt, dem Sohn von Napoleon I., mitgegeben hat.

## Vorfahren und Elternhaus
Das Geschlecht der Felicetti stammt aus Venedig. In den Adelsstand wurde es mit dem Prädikat „von Liebenfeiss“ mit Simon Anton Felicetti am 8. November 1745 von der Kaiserin Maria Theresia erhoben. Aus der diesbezüglichen Urkunde geht hervor, dass die Vorfahren des Simon Anton Felicetti unter dem Namen Cittadini in Venedig unter hohem Ansehen und Ehren standen. Im Jahr 1512 wurde die Familie im Fleimstal auf Lehen-Gütern ansässig („zu Pflaims in der gefürstlichen Grafschaft Tyrol“), wo sie die Holzflössung einführte und einen insbesondere finanziell erfolgreichen fürstlichen Holzhandel einrichtete. Diverse Familienmitglieder waren immer wieder in verschiedenen zivilen und militärischen Ämtern für die fürstliche Grafschaft aktiv und zeichneten sich dabei durch besonderen Diensteifer und tapferen Mut aus. In diesem Zusammenhang ließ der Großvater von Simon Anton Felicetti, Niclas Felicetti, als langjähriger Hauptmann sein Leben, ebenso wie 1704 Jacob und Franz Felicetti, die zwei der fünf Söhne von Gabriel Anton Felicetti waren, dem Vater von Simon Anton Felicetti.
Simon Anton Felicetti selbst war in verschiedenen politischen Ämtern sehr erfolgreich. Von 1722 bis 1731 war er kaiserlicher Konsulatssekretär in Livorno und anschließend sieben Jahre lang in der österreichischen Geheimen Hofkanzlei (heute: österr. Bundeskanzleramt) als Steuer-Kontroll-Beamter (Tax-Gegenhandler) tätig. In diesem Amt verbesserte und vereinheitlichte das österreichische Steuerwesen (Tax-Wesen) so erfolgreich und maßgeblich, dass er 1754 in den Adelsstand erhoben wurde. Seit 1730 war die Familie in Wien ansässig, besaß dort einige Häuser und war bemerkenswert wohlhabend. Insbesondere die Ehefrau des Sohnes von Simon Anton Felicetti, Franz von Felicetti, brachte einen nicht unerheblichen Teil des Vermögens durch. Von Franz von Felicetti stammt Josef Emanuel Ferdinand von Felicetti ab, der am 1. Januar 1783 geboren wurde und sich am 25. Juni 1815 mit Theresia Sophia Radischnigg von Lerchenfeld vermählte. Dieser Ehe entstammen als Erstgeborener Moritz Leopold, geboren in Wien am 31. März 1816, Clementine Carolina, die sich im Jahr 1836 mit Josef Glanz (Feldkriegskonzeptionist) vermählte, und als Letztgeborener Gustav Adolf Franz Xaver.

## Jugend und Militärzeit
Moritz Felicetti von Liebenfelss verbrachte seine Jugendzeit in Wien, wo er das damalige akademische Gymnasium besuchte. Nach dessen Abschluss wollte er Medizin studieren. Sein Onkel, der Feldzeugmeister Baron Alois Gollner von Goldenfels, überredete ihn aber, zum Militär zu gehen. Moritz Felicetti von Liebenfelss trat am 6. Juli 1832 dem 48. Infanterieregiment als Fähnrich bei, dessen Inhaber sein Onkel war. Seine ersten Garnisonsorte waren Wien und Bregenz. Vom Regiment aus wurde er dann in die topographisch-lithographische Anstalt des Generalquartiermeisterstabes in Wien geschickt, die 1839 in k.k. Militärgeographisches Institut umbenannt wurde (heute: Bundesamt für Eich- und Vermessungswesen). Die hier erlernten kartografischen Fähigkeiten waren ihm für seine späteren historischen topografischen Arbeiten von großem Nutzen.
Am 25. Oktober 1835 wurde er zum Unterleutnant befördert. Am 6. August 1836 wurde er zum galizischen Infanterieregiment Nr. 13 abgestellt und am 21. Dezember 1839 zum ungarischen Infanterieregiment Nr. 39, womit seine Beförderung zum Oberleutnant verbunden war. Er begegnete seinem Aufenthalt auf ungarischem Boden zwar bemerkenswert lebenslustig, vergaß dabei aber dennoch nicht die schöne Literatur und auch nicht das Studium ernsthafterer Wissenszweige. Seine Ersparnisse verwendete er größtenteils für den Ankauf von Büchern. Insbesondere aufgrund der Lektüre zahlreicher verbotener historischer und politischer Schriften vertrat er sehr bald eine ausgesprochen liberale Gesinnung, die oft konträr zu den Lehrmeinungen des damaligen offiziellen Österreichs war und auch nur selten im Einklang mit den Ansichten der Mehrheit seiner Standesgenossen stand.
Im ungarischen Komorn wurde Moritz Felicetti von Liebenfelss als 27-Jähriger in die Familie des dortigen Beamten Balthasar von Karattur eingeführt, wo er dessen Tochter Caroline von Karattur, die ausgesprochen schön gewesen sein soll, kennen und lieben lernte. Beide heirateten am 15. Oktober 1845. Das Ehepaar bekam eine Tochter und einen Sohn, die aber beide sehr früh verstarben. Andererseits war aber auch der Einfluss der Emilie von Karattur, Schwester seiner Ehefrau, auf das Geistes- und Seelenleben von Moritz Felicetti von Liebenfelss so mächtig, dass er zum Dichter avancierte. Sie war es auch, die ihn immer wieder für das poetische Schaffen entflammte.
Am 6. Februar 1846 wurde Moritz Felicetti von Liebenfelss Hauptmann im Illyrisch-Banater Grenz-Infanterie-Regiment Nr. 72. In dieser Position nahm er 1848 am Feldzug der österreichischen Armee in Italien teil. Während der Blockade von Venedig bekam er das so genannte Lagunenfieber, die Bezeichnung der Malaria unter den österreichischen Truppen in Venedig. Als dessen Folge sah er sich gezwungen, sich temporär pensionieren zu lassen. Den Versuch einer Reaktivierung im Jahr 1849 gab er aber bald wieder auf, da ihm ein schweres Milzleiden das Reiten unmöglich machte. Ab Ende Dezember 1849 blieb er dann definitiv im Ruhestand in Graz. Von einigen Reisen abgesehen, blieb er bis zu seinem Lebensende in Graz.
Am 13. Juli 1850 gebar ihm seine Frau einen gesunden Jungen, der den Namen des Vaters erhielt, Moritz Felicetti von Liebenfelss (junior), er wurde der Vater des Kunsthistorikers Prof. Dr. Walter Felicetti-Liebenfels und Großvater des Schauspielers Jörg von Liebenfelß.

## Der Dichter
Der Literaturhistoriker Ferdinand Khull-Kholwald aus Graz schrieb 1901 über das dichterische Wirken von Felicetti von Liebenfelss: 

„Er versuchte sich sowohl in lyrischen als auch in kleinen epischen Gedichten. Bei den lyrischen Gedichten zeigt sich eine tiefe Empfindung und eine bemerkenswerte Kraft des sprachlichen Ausdruckes, insbesondere immer dann, wenn er zu seinen Vorbildern, den Romantikern und deren süßlich-weicher Manier, auf Distanz bleibt, wie z. B. in den Gedichten „Das Meer“ und „Am Friedhof“. Die zahlreichen Liebeslieder bieten wenig Selbständiges und bewegen sich in hergebrachten Anschauungen und Formen. Einige Lieder „altdeutscher Art“, darunter besonders „Die Linde“ sind sehr hübsch und volkstümlich nach Inhalt und Form. Die Balladen enthalten eine ganze Reihe schöner, echt dichterisch empfundener einzelner Stellen, im ganzen mangelt es ihnen jedoch an Straffheit und Kürze des Ausdruckes. Schließlich sei noch bemerkt, dass Felicettis aus zwei handschriftlichen Bänden bestehende Gedichtsammlung einige gute Übersetzungen aus Lamartines, Byrons und Sapphos Liedern enthält sowie den ersten Teil einer größeren Erzählung in Prosa mit dem Titel „Nichts als Liebe und doch so wenig Liebe“ aus dem Jahre 1844.“

## Der Historiker
Infolge der frühzeitigen Pensionierung im Alter von nur 33 Jahren entwickelte sich bei Moritz Felicetti von Liebenfelss ein starker Drang nach einer Nebenbeschäftigung, die insbesondere wissenschaftlicher Natur sein sollte. Er begann zunächst mit mineralogischen und botanischen Studien, anschließend dann auch mit der Siegel- und Münzkunde und schließlich ab etwa 1865 immer mehr mit  Geschichtsforschung. Seine ausgesprochene Begabung für Kartographie, die er während seiner Militärzeit erlernt hat, und sein Talent zum Zeichnen und Malen, stand dem sehr selbstdisziplinierten Autodidakten beim Abschreiben und Bearbeiten reichhaltigen Urkundenmaterials förderlich zur Seite, mit dem er sich im ehemaligen Joanneum und dann im Landesarchiv der Steiermark über Jahre hinweg vertraut machte. Am Landesarchiv der Steiermark fand er eine zeitweilige Anstellung als eine Art von Volontär. In diesem, wie er selbst sagte, musterhaft geordneten Institute, hielt er sich gerne und lange auf.
Im Jahr 1869 wurde er in den Vereinsausschuss des Historischen Vereins für Steiermark gewählt. Diesen archivalischen Studien und seiner wachsenden Vertrautheit mit der historisch-topographischen Forschung entstammten zwei Abhandlungen aus den Jahren 1868 und 1873 in den „Beiträgen zur Kunde steiermärkischer Geschichtsquellen. Herausgegeben vom historischen Verein für Steiermark (5., 9. und 10. Jahrgang)“. Mit seiner Abhandlung „Ueber die Lage des pagus Chrouat“ führte er anhand von Schenkungsurkunden für das Kloster Göß und einer guten Karte den Nachweis, dass dieser zuvor stets bei Kraubath, Obersteier gesuchte Gau dem Kärntner Land zuzuordnen ist. Mit dieser Abhandlung hatte sich Moritz Felicetti von Liebenfelss mit großer Anerkennung in die kritische Forschung über mittelalterliche Topographie eingeführt. Mit zwei weiteren Arbeiten zur „Steiermark im Zeitalter vom 8.–12. Jahrhundert auf der Grundlage kritischer Quellenstudien“ (mit 2 Karten) schuf er eine maßgebliche Grundlage für die älteste politisch-kirchliche Gliederung dieses in seiner Genesis als Provinz so einzigartigen Markgebietes.
Im Nachlass von Moritz Felicetti von Liebenfelss findet sich auch eine „Karte von Steiermark zur Zeit des Regierungsantrittes des Hauses Habsburg 1282“, inklusive schlagwortartig erläuterndem Text, aus weiteren Studien, die er anlässlich des 600-jährigen Habsburgerjubiläums im Jahr 1882 vorbereitet hatte. Dieses Karte wurde auf der Wiener Weltausstellung 1873 öffentlich ausgestellt. Darüber hinaus hatte er auch noch eine Abhandlung über „steirische Edelsitze“ vollendet, eine „Zusammenstellung und Beschreibung aller bekannten österreichischen Privat-Medaillen älterer Zeit“ abgefasst, Vorarbeiten für eine Karte von Ober- und Niederösterreich in Angriff genommen, sich mit dem Bearbeiter des Sprunerschen Geschichtsatlas (Karl von Spruner's Historisch-Geographischer Schul-Atlas), Th. Mencke, in Verbindung gesetzt, und dazu vieles in Wort und Bild zu einer historischen Topographie von Graz zusammengetragen.
Sein reiches Herbarium der europäischen Flora vererbte er der naturhistorischen Sammlung des Joanneums in Graz. Moritz Felicetti von Liebenfelss war bis zu seinem Lebensende trotz körperlicher Leiden ein unermüdlicher gemeinnützig wirkender Privatforscher, Gelehrter und Sammler. Er galt als Mensch von edler Gesinnung, streng gegen sich selbst und von großer Bescheidenheit.